# محاولة انقلاب 1960 في إثيوبيا
محاولة الانقلاب الإثيوبية 1960 كانت محاولة لقلب النظام جرت في الإمبراطورية الإثيوبية في 13 ديسمبر 1960، سعى مجلس الثورة، أربعة من المتآمرين بقيادة الأخوين جرامي نيوي والعميد منغيستو نيوي ، قائد  كابور زابانغنا  ، إلى الإطاحة صاحب الجلالة الإمبراطورية هيلا سيلاسي خلال زيارة رسمية لتنصيب حكومة تقدمية. أعلن قادة الانقلاب عن بدء حكومة جديدة تحت حكم الابن البكر لهيلي سيلاسي ولي العهد الأمير أمها سيلاسي ، والتي من شأنها معالجة المشاكل الاقتصادية والاجتماعية العديدة التي واجهتها إثيوبيا. سيطر المجلس على معظم العاصمة الإمبراطورية، أديس أبابا ، وأخذ عدة وزراء وشخصيات مهمة أخرى كرهينة. نجحت في البداية، انحازت غالبية الجيش والسكان بسرعة ضد الانقلاب، وبحلول 17 ديسمبر كان الموالون قد استعادوا السيطرة على أديس أبابا. قُتل ما لا يقل عن 300 شخص خلال الانقلاب، بما في ذلك معظم المتآمرين.
تعتبر محاولة الانقلاب أخطر تهديد لحكم هيلا سيلاسي بين عام 1941 وحتى الإطاحة به في عام 1974 من قبل نظام ديرغ الماركسي.